# Liste des distinctions de Kelly Clarkson
 (février 2020).
Si vous disposez d'ouvrages ou d'articles de référence ou si vous connaissez des sites web de qualité traitant du thème abordé ici, merci de compléter l'article en donnant les références utiles à sa vérifiabilité et en les liant à la section « Notes et références ».
 (février 2020).
Au cours de sa carrière, Kelly Clarkson a obtenu plus de 90 nominations et remporté 70 prix depuis sa victoire à American Idol en 2002. Parmi ses récompenses, on compte notamment :
- 2 Grammy Awards,
- 12 Billboard Music Awards,
- 4 American Music Awards
- 3 MTV Video Music Awards.

La chanteuse de pop-rock se fait également une place dans l'univers de la country. Grâce à ses collaborations avec Reba McEntire ou encore Jason Aldean, elle parvient à décrocher des trophées aux cérémonies country américaines ; 2 American Country Awards, et 1 Country Music Association Awards.

## American Music Awards
| Année | Travail nommé  | Catégorie                              | Résultat   |
| ----- | -------------- | -------------------------------------- | ---------- |
| 2003  | Kelly Clarkson | Meilleure artiste féminine Pop/Rock    | Nomination |
| 2005  | Kelly Clarkson | Meilleure artiste Adult Contemporary   | Lauréat    |
| 2005  | Kelly Clarkson | Artiste de l'année                     | Lauréat    |
| 2005  | Kelly Clarkson | Meilleure artiste féminine Pop/Rock    | Nomination |
| 2005  | Breakaway      | Meilleur Album Pop/Rock                | Nomination |
| 2006  | Kelly Clarkson | Meilleure artiste féminine Pop/Rock    | Lauréat    |
| 2006  | Kelly Clarkson | Meilleure artiste "Adult Contemporary" | Lauréat    |

## American Country Awards
| Année | Travail nommé                            | Catégorie                            | Résultat |
| ----- | ---------------------------------------- | ------------------------------------ | -------- |
| 2011  | Don't You Wanna Stay (avec Jason Aldean) | Single de l'année d'un duo ou groupe | Lauréat  |
| 2011  | Don't You Wanna Stay (avec Jason Aldean) | Clip vidéo d'un duo ou groupe        | Lauréat  |

## Billboard Music Awards
| Année | Travail nommé       | Catégorie                                              | Résultat   |
| ----- | ------------------- | ------------------------------------------------------ | ---------- |
| 2002  | A Moment Like This  | Single le plus vendu de l'année                        | Lauréat    |
| 2005  | Kelly Clarkson      | Meilleure artiste de l'année au Hot 100                | Nomination |
| 2005  | Kelly Clarkson      | Meilleure artiste féminine de l'année au Hot 100       | Lauréat    |
| 2005  | Kelly Clarkson      | Artiste pop de l'année                                 | Lauréat    |
| 2005  | Kelly Clarkson      | Artiste féminine pop de l'année                        | Lauréat    |
| 2005  | Since U Been Gone   | Meilleur single pop de l'année                         | Lauréat    |
| 2005  | Since U Been Gone   | Single le plus diffusé de l'année                      | Lauréat    |
| 2005  | Kelly Clarkson      | Meilleure artiste féminine de l'année au Billboard 200 | Nomination |
| 2005  | Kelly Clarkson      | Meilleure artiste au Hot Digital Songs                 | Nomination |
| 2005  | Since U Been Gone   | Single le plus téléchargé de l'année                   | Nomination |
| 2005  | Kelly Clarkson      | Meilleure artiste au Hot Digital Track                 | Nomination |
| 2005  | Since You Been Gone | Meilleur single au Hot Digital Track                   | Lauréat    |
| 2005  | Kelly Clarkson      | Meilleure artiste au Hot Dance Radio Airplay           | Lauréat    |
| 2005  | Kelly Clarkson      | Meilleure artiste au Hot Adult Contemporary            | Lauréat    |
| 2005  | Breakaway           | Meilleur single au Hot Adult Contemporary Song         | Lauréat    |
| 2005  | Breakaway           | Meilleure bande-son de l'année                         | Lauréat    |
| 2005  | Kelly Clarkson      | Artiste Adult Contemporary de l'année                  | Lauréat    |

## Brit Awards
| Année | Travail nommé  | Catégorie                                  | Résultat   |
| ----- | -------------- | ------------------------------------------ | ---------- |
| 2006  | Kelly Clarkson | Meilleure chanteuse étrangère              | Nomination |
| 2006  | Kelly Clarkson | Meilleur chanteur, chanteuse ou groupe pop | Nomination |

## Country Music Association Awards
| Année | Travail nommé                            | Catégorie                      | Résultat   |
| ----- | ---------------------------------------- | ------------------------------ | ---------- |
| 2007  | Because of You (avec Reba McEntire)      | Événement musical de l'année   | Nomination |
| 2011  | Don't You Wanna Stay (avec Jason Aldean) | Événement musical de l'année   | Lauréat    |
| 2011  | Don't You Wanna Stay (avec Jason Aldean) | Single de l'année              | Nomination |
| 2012  | Kelly Clarkson                           | Meilleure vocaliste de l'année | Nomination |

## Grammy Awards
| Année | Travail nommé                            | Catégorie                                          | Résultat   |
| ----- | ---------------------------------------- | -------------------------------------------------- | ---------- |
| 2004  | Miss Independent                         | Grammy Award de la meilleure chanteuse pop         | Nomination |
| 2006  | Since U Been Gone                        | Grammy Award de la meilleure chanteuse pop         | Lauréat    |
| 2006  | Breakaway                                | Grammy Award du meilleur album pop                 | Lauréat    |
| 2008  | Because Of You (avec Reba McEntire)      | Grammy Award de la meilleure collaboration country | Nomination |
| 2010  | All I Ever Wanted                        | Grammy Award du meilleur album pop                 | Nomination |
| 2012  | Don't You Wanna Stay (avec Jason Aldean) | Grammy Award du meilleur duo ou groupe country     | Nomination |

## MTV Awards

### MTV Video Music Awards
| Année | Travail nommé                  | Catégorie                       | Résultat   |
| ----- | ------------------------------ | ------------------------------- | ---------- |
| 2003  | Miss Independent               | Meilleur nouvel artiste         | Nomination |
| 2003  | Miss Independent               | Meilleure vidéo pop             | Nomination |
| 2003  | Miss Independent               | Choix des téléspectateurs       | Nomination |
| 2005  | Since U Been Gone              | Meilleure vidéo féminine        | Lauréat    |
| 2005  | Since U Been Gone              | Meilleure vidéo pop             | Lauréat    |
| 2005  | Since U Been Gone              | Choix des téléspectateurs       | Nomination |
| 2006  | Because Of You                 | Meilleure vidéo féminine        | Lauréat    |
| 2006  | Because Of You                 | Choix des téléspectateurs       | Nomination |
| 2009  | My Life Would Suck Without You | Meilleure vidéo féminine        | Nomination |
| 2012  | Dark Side                      | Meilleur message dans une vidéo | Nomination |

### MTV Asia Awards
| Année | Travail nommé  | Catégorie                  | Résultat |
| ----- | -------------- | -------------------------- | -------- |
| 2006  | Kelly Clarkson | Meilleure artiste féminine | Lauréat  |

## People's Choice Awards
| Année | Travail nommé  | Catégorie                  | Résultat |
| ----- | -------------- | -------------------------- | -------- |
| 2005  | Kelly Clarkson | Meilleure artiste féminine | Lauréat  |
| 2006  | Kelly Clarkson | Meilleure artiste féminine | Lauréat  |

## Teen Choice Awards
| Année | Travail nommé                    | Catégorie                                  | Résultat   |
| ----- | -------------------------------- | ------------------------------------------ | ---------- |
| 2003  | Kelly Clarkson                   | Meilleure artiste féminine                 | Lauréat    |
| 2003  | From Justin To Kelly             | Meilleur film de l'été                     | Nomination |
| 2003  | Miss Independent                 | Meilleur single de l'été                   | Nomination |
| 2003  | Kelly Clarkson                   | Choice Crossover Artist                    | Nomination |
| 2003  | Kelly Clarkson                   | Meilleur nouvel artiste                    | Nomination |
| 2003  | Kelly Clarkson                   | Meilleure nouvelle actrice                 | Nomination |
| 2003  | From Justin To Kelly             | Choice Chemistry                           | Nomination |
| 2003  | A Moment Like This               | Meilleure chanson d'amour                  | Nomination |
| 2005  | Breakaway                        | Meilleur album                             | Lauréat    |
| 2005  | Behind These Hazel Eyes          | Meilleur single de l'été                   | Lauréat    |
| 2005  | Since U Been Gone                | Meilleur single                            | Lauréat    |
| 2005  | Kelly Clarkson                   | Meilleure artiste féminine                 | Lauréat    |
| 2006  | Kelly Clarkson                   | Meilleure artiste féminine                 | Lauréat    |
| 2007  | Never Again                      | Choice Music: Payback Track                | Nomination |
| 2009  | My Life Would Suck Without You   | Single de l'année                          | Nomination |
| 2010  | Kelly Clarkson                   | Candidat d'American Idol de l'année        | Nomination |
| 2012  | Stronger (What Doesn't Kill You) | Meilleure chanson par une artiste féminine | Nomination |
| 2012  | Stronger (What Doesn't Kill You) | Break Up Song                              | Nomination |

## TMF Awards
| Année | Travail nommé  | Catégorie                             | Résultat |
| ----- | -------------- | ------------------------------------- | -------- |
| 2005  | Kelly Clarkson | Meilleur nouvel artiste international | Lauréat  |
| 2006  | Kelly Clarkson | Meilleure artiste féminine            | Lauréat  |
| 2006  | Kelly Clarkson | Meilleur artiste pop                  | Lauréat  |